# Laura Alma-Tadema
Laura Theresa Alma-Tadema, född Epps den 16 april 1852 i London, död 15 augusti 1909 i Hindhead i Surrey, var en brittisk konstnär och illustratör. Arton av hennes målningar har ställts ut på Royal Academy of Arts i London. Hennes man, Sir Lawrence Alma-Tadema, var en viktoriansk konstnär av nederländskt ursprung.

## Biografi

### Bakgrund och privatliv
Hennes far George Napoleon Epps var läkare och verkade framförallt i utvecklingen av homeopatiska behandlingar. Familjen Epps var en kulturellt betingad familj. Hennes två systrar blev också konstnärer: Emily (Nellie) och Ellen Epps. Redan som ung visades hennes konstnärliga begåvning, och hon övade sig genom att kopiera målningar på British Museum i London, och fick möjlighet att studera konst. Hon var även intresserad av musik och komposition. 
Laura Epps träffade sin blivande man Lawrence Alma-Tadema hemma hos sin svåger, första gången när hon var 17 år och han var 33. Han hade just blivit änkeman, eftersom hans fru hade dött tidigare samma år. Han lär ha blivit kär vid första ögonkastet.
Lawrence Alma-Tadema erbjöd sig att ge Laura Alma-Tadema målarlektioner, och under en av dessa friade han. De gifte sig i juli 1871. Även om äktenskapet förblev barnlöst, visade det sig varaktigt och lyckligt. Laura Alma-Tadema agerade styvmor till sin mans döttrar från hans första äktenskap, Laurence som sedermera blev författare och Anna som blev konstnär.

### Konstnärskap
Alma-Tadema målade klassiska motiv och landskap, och hon ville att hennes historiska målningar exakt och sanningsenligt skulle avbilda tiden som skildras i dem. Hennes främsta inspiration var den nederländska 1600-talskonsten. Hon studerade Vermeer och de Hooch vid resor till Nederländerna. Hon stod även nära prerafaeliterna och var vän med Dante Gabriel Rossetti (1828–1882) och Ford Madox Brown (1821–1893). Alma-Tadema, liksom sin man, numrerade sina arbeten kronologiskt via Opus-nummer.
Laura Alma-Tademas karriär som konstnär tog sin början redan 1873, då hon ställde ut både på Parissalongen och på Royal Academy of Arts i London. Alma-Tadema var en av två engelska kvinnliga konstnärer utställda på Världsutställningen i Paris 1878. År 1893 ställde hon ut på Konstpalatset vid World's Columbian Exposition i Chicago, Illinois. Hon hade också uppdrag som illustratör, främst för The English Illustrated Magazine.

### Död och eftermäle
Alma-Tadema dog den 15 augusti 1909, endast 57 år gammal. Insändare i tidningarna The Times och New York Times tryckta två dagar senare beskrev omständigheterna kring hennes död.
En minnesutställning av hennes verk hölls på Fine Arts Society i London året därpå. Numera ställs hennes verk sällan ut, och många tavlor befinner sig i privata samlingar. Leighton House Museum anordnade en utställning av hennes verk 2017. Hon avporträtterades ofta av sin man, till exempel i The Women of Amphissa från 1887. Hon har även avbildats i en byst av Jules Dalou 1876 och i ett porträtt av Jules Bastien-Lepage.

## Verklista
- The Mirror, 1872
- Mamma's Chair, 1873
- Anna Alma-Tadema Leafing through a Portfolio of Prints, 1874
- Japanese Toys, 1875
- A Bird-cage, 1875
- In an Italian Garden, 1876
- World of Dreams, 1876
- A Blue Stocking, 1877
- George Eliot, 1877
- With a Babe in the Woods, 1879-1880
- A Good Book, 1880
- Amber and Opal, 1881
- Winter, 1881
- The Wool Winders, 1881
- A Looking Out O'Window, Sunshine ou Sunshine, 1881
- May I Come In?, 1881
- Asleep, 1882
- Saying Grace, 1884
- A Birthday, 1884
- Self Help, 1885
- Always Welcome, 1887
- Nothing Venture, Nothing Have, 1888
- Queen Katherine of France, 1888
- Battledore and Shuttlecock, ~1890
- The Pet Goldfish, 1890
- Hush-a-bye, 1892
- Fireside Fancies, ~1893
- Satisfaction, 1893
- Bright Be Thy Noon, 1894
- The Pain of Parting, 1895
- A Carol, 1896
- A Knock at the Door, 1897
- At the Doorway, 1898
- Sweet Industry, 1904
- Love's Beginning, 1904
- The Pledge, 1904
- Emblemata, 1906
- Peacemaking, 1907
- Airs and Graces
- Gathering Pansies
- Study of Drapery
- Hawking
- The Bible Lesson
- Oranges and Lemons
- Love's Curse
- The Persistant Reader
- Girl on Stairs
- Measuring Heights
- In Good Hands
- Children in the Roman Campagna
- The Tea Party

## Galleri

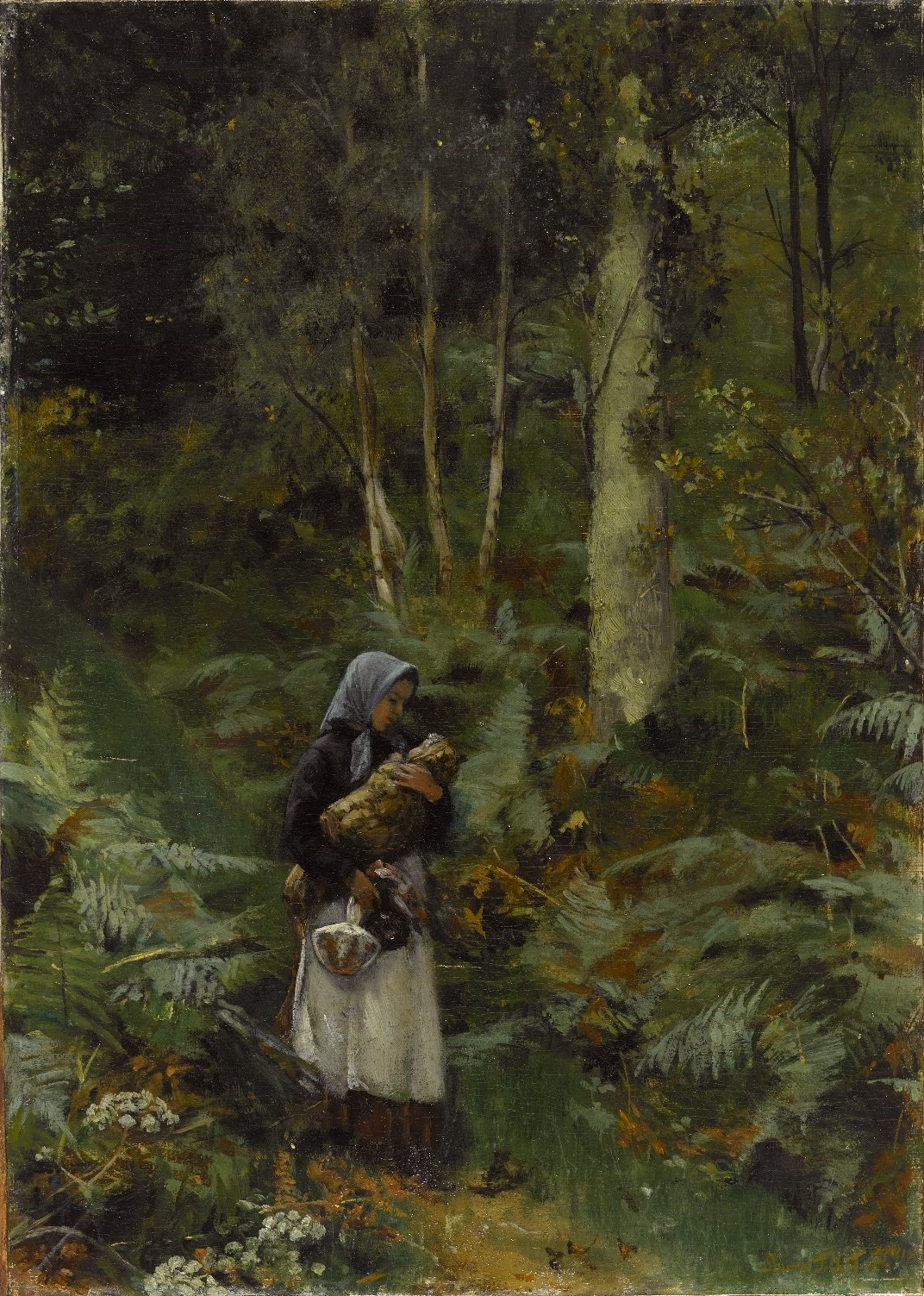
With a Babe in the Woods (1879–1880), New York, Brooklyn Museum.
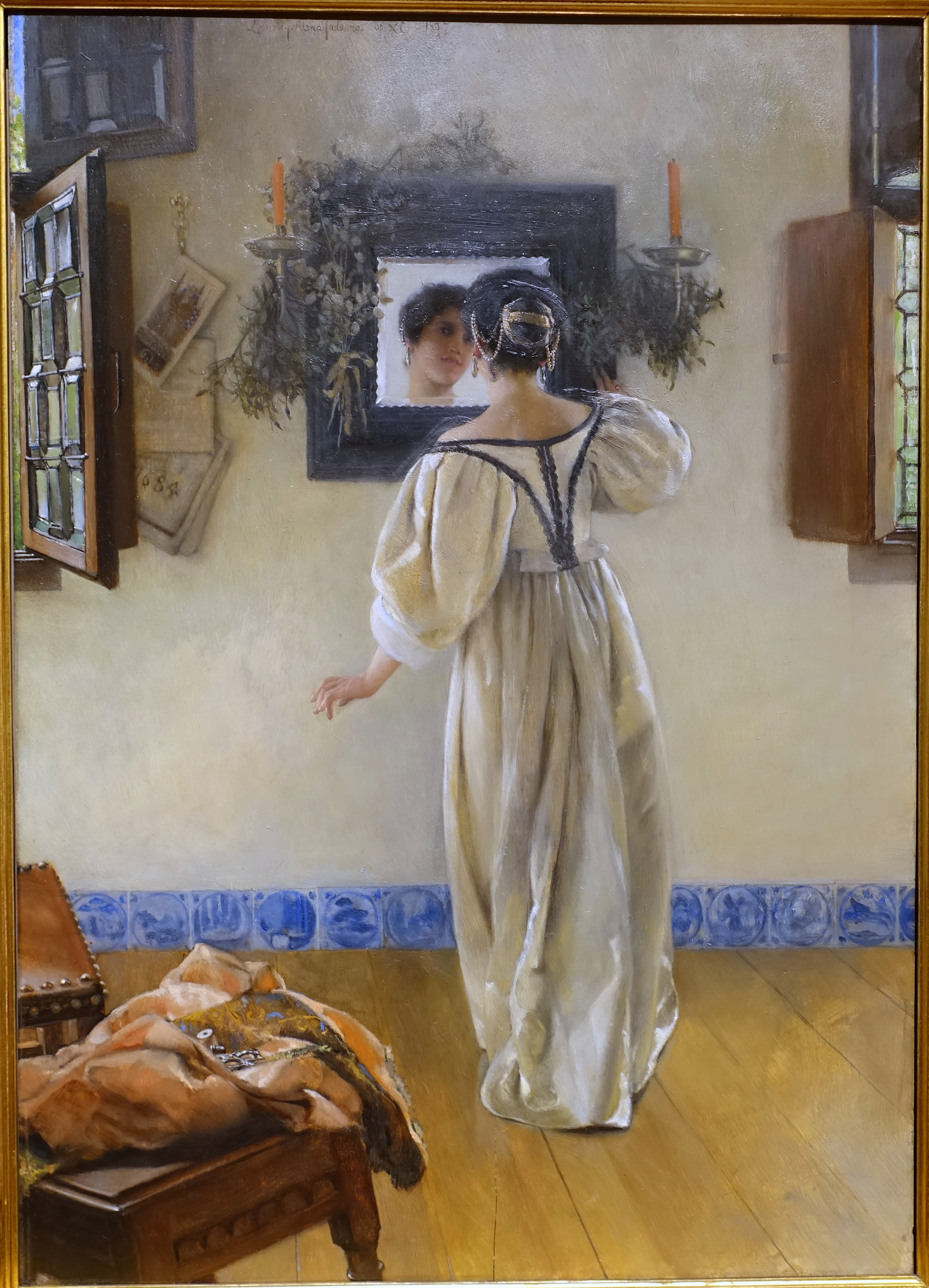
A Knock at the Door (1897), Manchester, Currier Museum of Art.
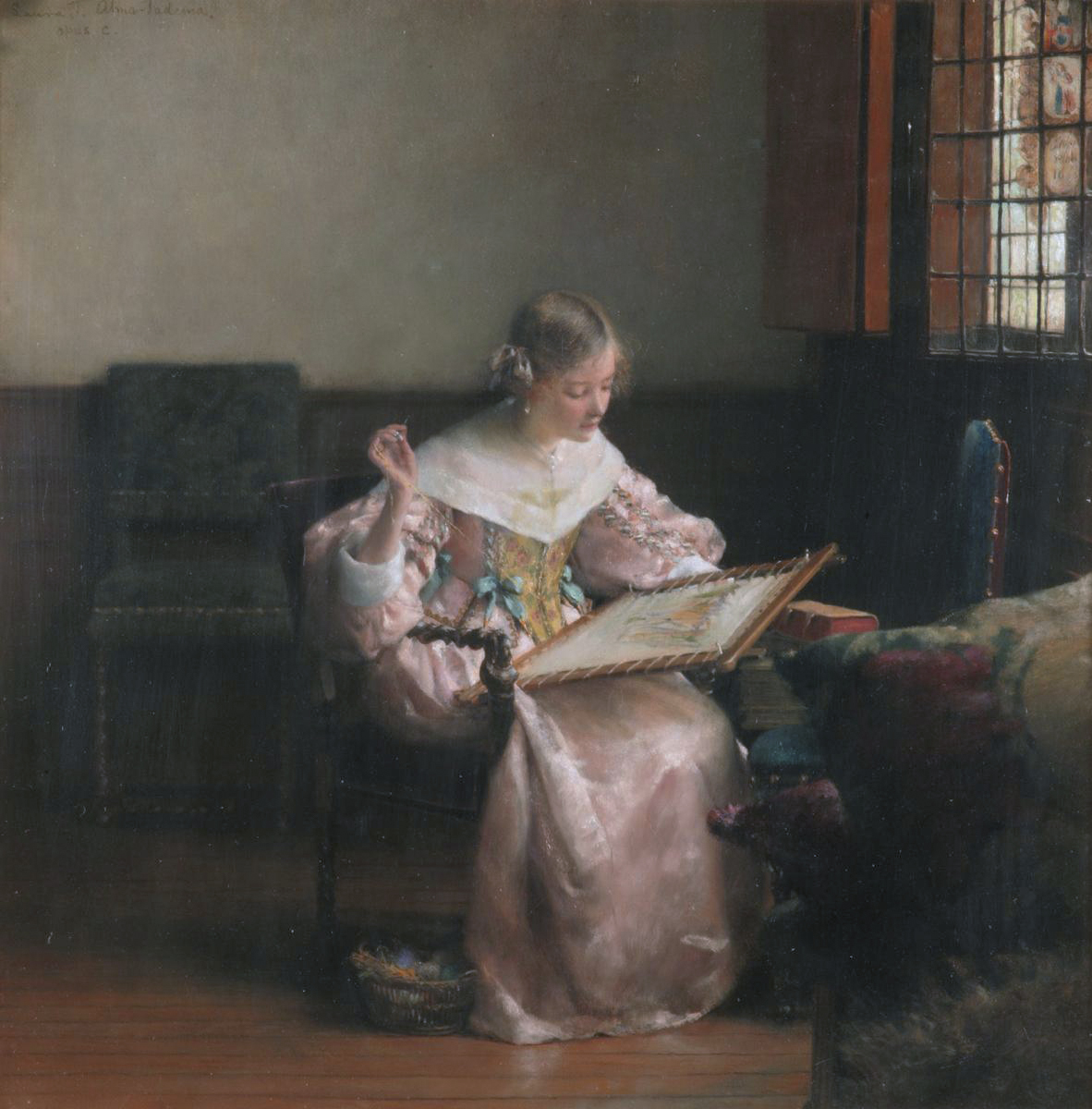
Sweet Industry (1904), Manchester, Manchester Art Gallery.
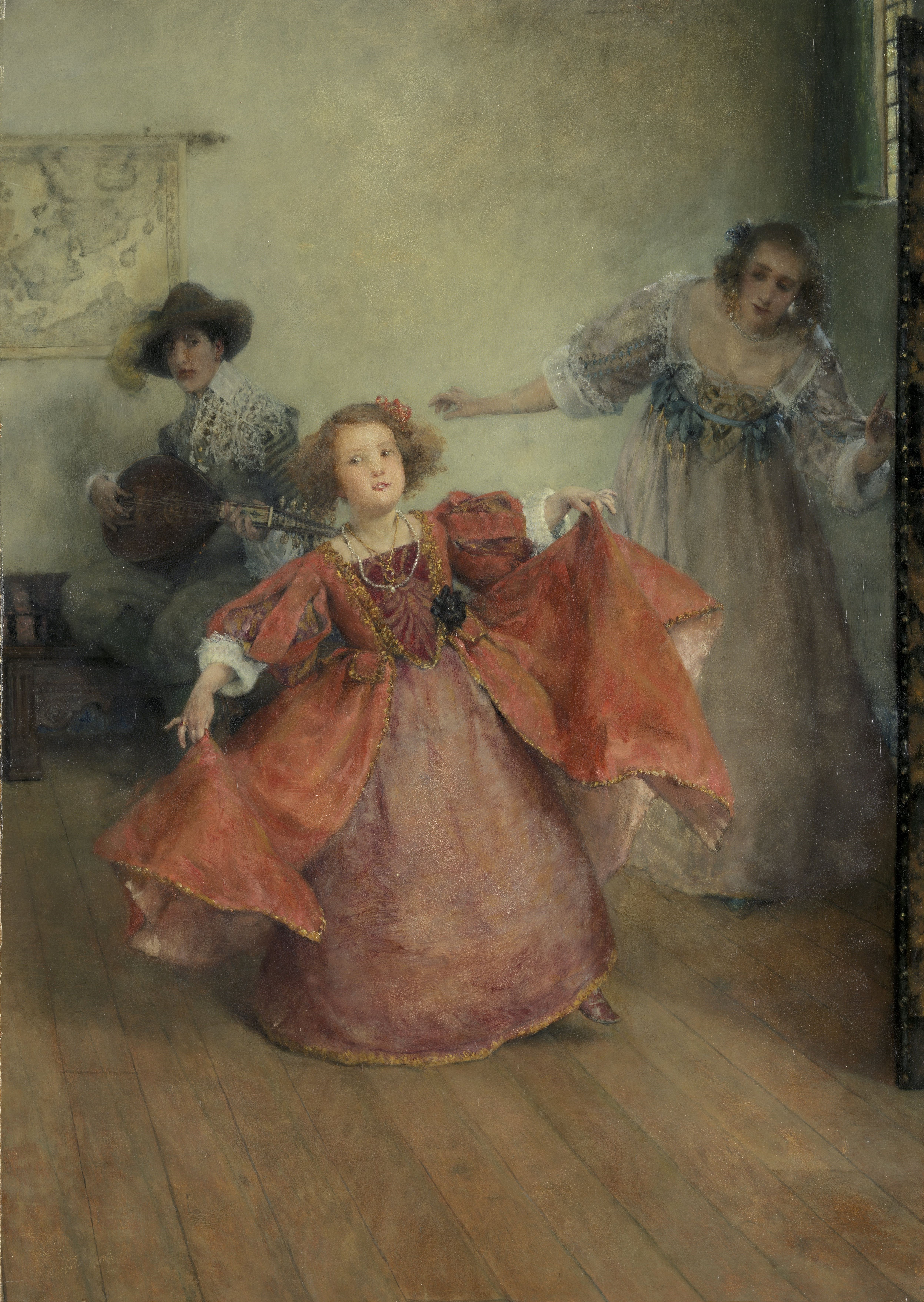
Airs and Graces, Amsterdam, Rijksmuseum.
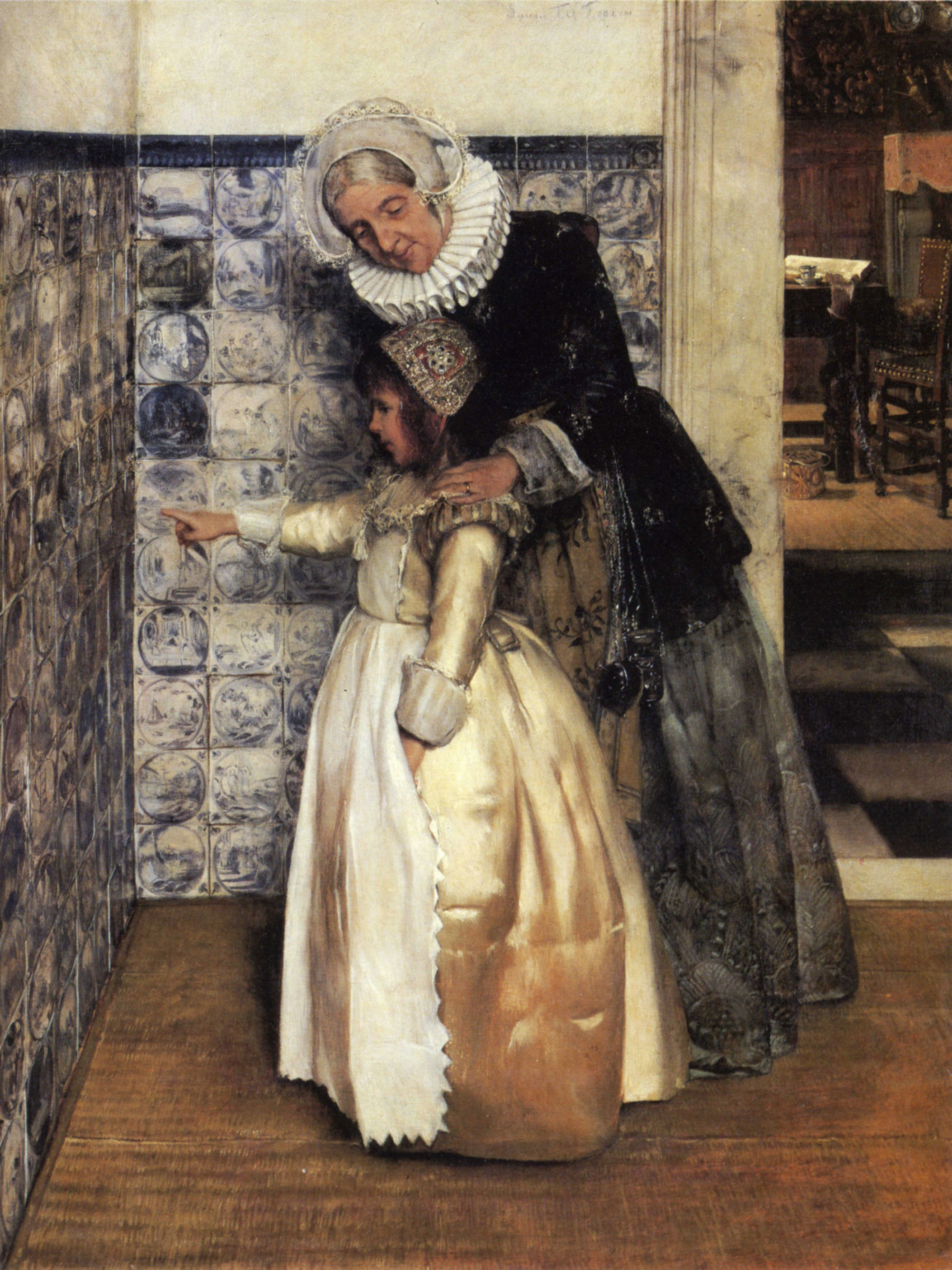
The Bible Lesson.